# Actornithophilus totani
Actornithophilus totani är en insektsart som först beskrevs av Franz Paula von Schrank 1803.  Actornithophilus totani ingår i släktet Actornithophilus, och familjen spolätare. Arten är reproducerande i Sverige.